# ميلس أديسون
ميلس أديسون (بالإنجليزية: Miles Addison)‏ (7 يناير 1989 بنيوهام في المملكة المتحدة - ) هو لاعب كرة قدم بريطاني في مركز الدفاع. شارك مع منتخب إنجلترا تحت 21 سنة لكرة القدم. أما مع النوادي، فقد لعب مع ديربي كاونتي وسكونثورب يونايتد ونادي بارنسلي ونادي بلاكبول ونادي بورنموث ونادي روذرهام يونايتد ونادي كيلمارنوك ونادي بيتربورو يونايتد.

## وصلات خارجية
- ميلس أديسون على موقع قاعدة بيانات كرة القدم.إي يو (الإنجليزية)
- ميلس أديسون على موقع Soccerbase.com (لاعب) (الإنجليزية)
- ميلس أديسون على موقع Soccerway.com (الإنجليزية)
- ميلس أديسون على موقع عالم كرة القدم.نت (الإنجليزية)